# الغبره (حجة)
الغبره هي إحدى قرى الجمهورية اليمنية. وهي تتبع جغرافيًا لمحافظة حجة. وإداريًا لمديرية الشغادره. يبلغ تعداد سكانها 1308 نسمة حسب الإحصاء الذي جرى عام 2004.